# Нарт (Мазовецьке воєводство)
Нарт (пол. Nart) — село в Польщі, у гміні Якубув Мінського повіту Мазовецького воєводства.
Населення — 81 особа (2011).
У 1975-1998 роках село належало до Седлецького воєводства.

## Демографія
Демографічна структура станом на 31 березня 2011 року:
|          | Загалом | Допрацездатний вік | Працездатний вік | Постпрацездатний вік |
| -------- | ------- | ------------------ | ---------------- | -------------------- |
| Чоловіки | 38      | 9                  | 24               | 5                    |
| Жінки    | 43      | 11                 | 19               | 13                   |
| Разом    | 81      | 20                 | 43               | 18                   |